# Sochařská sympozia Lemberk
Sochařská sympozia Lemberk jsou mezinárodní sochařská sympozia v areálu Bredovského letohrádku u zámku Lemberk (Lvová, okres Liberec) v Lužických horách. Sympozia začal v roce 1990 pořádat Jakub Kaše z Nadace Lemberk. Sympozia byla součástí kampaně proti těžbě kamene na vrchu Tlustec u Jablonného v Podještědí.
Sympozia probíhala v letech 1990–1997.

## Účastníci
- 1990: Miroslav Maler, Pascal Simonet, Yvon Proulx, Bill Vazan, Denis Pellerin, Keith John Rand, Adam Steiner, Gilles Lariviere, Jiří Sopko, Karel Nepraš, Robert Lee Adzema, Francesco Lopez "Ochoa", Olaf Hanel
- 1991: Jiří Beránek (autor populárního kamenného kruhu za zámkem[1])
- 1994: Miloš Šejn
- 1993: Aleš Lamr
- 1995: Lukáš Gavlovský
- 1997: Miloš Šejn